# Delichon dasypus
A andorinha-de-bando ou andorinha-asiática (Delichon dasypus) é uma ave passeriforme da família Hirundinidae.

## Descrição
O adulto da andorinha-de-bando mede aproximadamente 12 cm de comprimento. Apresenta partes superiores de coloração azul-metálica, com partes inferiores e uropígios brancos. Difere da andorinha-dos-beirais quanto à coloração da garganta, a qual é cinzenta ou cinza-acastanhado, ao invés de branco.

## Subespécies
Existem três subespécies de andorinha-de-bando:
- D. d. dasypus: ocorre no sudeste da Rússia, Ilhas Curilas e Japão;
- D. d. cashmiriensis: ocorre no Himalaia;
- D. d. nigrimentalis: ocorre no sudeste da China.

A subespécie D. d. dasypus passa o inverno no sudesde da Ásia, embora alguns indivíduos permaneçam próximos a águas termais no Japão. D. d. cashmiriensis é o único que procura baixas altitudes durante o inverno. O alcance da invernada de D. d. nigrimentalis é desconhecido.